# Габитов, Булат Ильясович
Булат Ильясович Габитов (16 ноября 1937 — 20 апреля 2004) — советский казахский деятель кинематографии, главный редактор Гостелерадио Казахской ССР, первый секретарь Союза кинметографитов Казахской ССР (1981—1984), главный редактор Госкино Казахской ССР (1984—1987), режиссёр документальных фильмов.

## Биография
Родился в 1937 году. Сын от четвёртого брака видного казахского писателя Ильяс Джансугуров, мать — татарка Фатима Габитова, редактор и издательский работник. После того как отца репрессировали в 1937 году и мать вышла повторно замуж, воспитывался как приёмный сын писателем Мухтаром Ауэзовым. Происходит из рода Матай племени Найман Среднего жуза.
В 1958 году закончил геолого-географический факультет Казахского государственного университета им. С. Кирова, получил специальность геолога-нефтяника, однако, по специальности не работал, в тот же год по направлению Союза писателей Казахской ССР поступил в Москве в Литературный институт им. М.Горького на факультет художественного перевода, который окончил в 1963 году.
С 1963 года работал в Гостелерадио Казахской ССР, где прошел путь от корреспондента до главного редактора.
Член КПСС с 1970 года. В 1974 году был принят в члены Союза кинематографистов СССР, в 1979 году отмечен знаком Отличник кинематографии СССР.
В 1981 году был избран Первым секретарем Союза кинематографистов Казахской ССР.
В 1984—1987 годах — главный редактор Госкино Казахской ССР.
Последние годы жизни передавал опыт молодежи в Государственно институте театра и кино им. Т.Жургенева.

## Творчество
Режиссёр и сценарист документальных телефильмов: «Неделя казахского искусства в Москве» (1967), «Пять рубежей к победе» (1971), «Сыр-Саун» (1972), «Дорога» (1973), «Дарить бессмертие» (1974), «И сердце и песню тебе», «Озеро студёное, ласковое» (оба 1975), «Рядовой ленинской гвардии», «Курмангазы», «Дети страны Советов», «Кому останутся сады?» (все 1976), «Шерани», «Нас помнит дорога» (оба 1977), «Рекламация» (1979, приз Всесоюзного телефестиваля).
В художественном кино совместно с Сергеем Бодровым-старшим выступил сценаристом фильма «Долгий млечный путь».

## Награды
Награждён медалью «За доблестный труд» (1970), знаком «Отличник кинематографии СССР» (1979), Грамотой Верховного Совета Эстонской ССР «За выдающийся вклад в дело дружбы народов» (1980).